# Simon van der Meer
Simon van der Meer (Haia, 24 de novembro de 1925 — Genebra, 4 de março de 2011) foi um físico neerlandês.
Foi laureado com o Nobel de Física de 1984, por contribuições fundamentais que levaram à descoberta das partículas de campo W e Z, transportadoras da interação fraca.
É de van der Meer a ideia de criar feixes de partículas nucleares intensas pelo processo chamado do refroidissement stochastique (arrefecimento estocástico), que realizou nos Anéis de Armazenagem a Intersecções, um acelerador do CERN.

## Trabalho no CERN
Na década de 1950, van der Meer projetou ímãs para o 28 GeV Proton Synchrotron (PS). Em 1961, ele inventou um dispositivo de foco pulsado, conhecido como 'chifre de van der Meer'. Esses dispositivos são necessários para instalações de neutrinos de linha de base longa e são usados até hoje.
Isso foi seguido na década de 1960 pelo projeto de um pequeno anel de armazenamento para um experimento de física que estudava o momento magnético anômalo do múon. Logo depois e na década seguinte, van der Meer fez um trabalho muito inovador na regulação e controle de fontes de alimentação para os anéis de armazenamento de intersecção (ISR) e, posteriormente, o SPS.
Os dias do ISR Collider de Van der Meer na década de 1970 levaram à sua técnica de calibração de luminosidade de feixes em colisão, usada pela primeira vez no ISR e ainda hoje usada no LHC, assim como em outros colisões.
O comitê do Prêmio Nobel reconheceu a ideia de Van der Meer de resfriamento estocástico e sua aplicação no CERN no final dos anos 1970 e 1980, especificamente no Acumulador de Antiprótons, que fornecia antiprótons para o Colisor Proton-Antiproton.
Durante seu trabalho no ISR, o ganhador do Prêmio Nobel desenvolveu uma técnica usando ímãs de direção para deslocar verticalmente os dois feixes em colisão um em relação ao outro; isto permitiu a avaliação da altura efetiva do feixe, levando a uma avaliação da luminosidade do feixe em um ponto de interseção. As famosas varreduras de 'van der Meer' são indispensáveis ainda hoje nos experimentos do LHC; sem eles, a precisão da calibração da luminosidade nos pontos de interseção do Colisor seria muito menor.
Para a nova máquina SPS construída no início dos anos 70, ele propôs que a geração das tensões de referência para as fontes de flexão e quadrupolo deveria ser baseada em medições do campo ao longo do ciclo, e deu um esboço dos algoritmos de correção. Sua proposta resultou no primeiro sistema de circuito fechado controlado por computador para um sistema distribuído geograficamente, como o SPS de 7 km de circunferência; este foi um feito nada simples para o início dos anos 1970. As medições das correntes magnéticas principais foram introduzidas apenas mais tarde, quando o SPS teve que funcionar como um anel de armazenamento para o colisor SPS p-pbar.

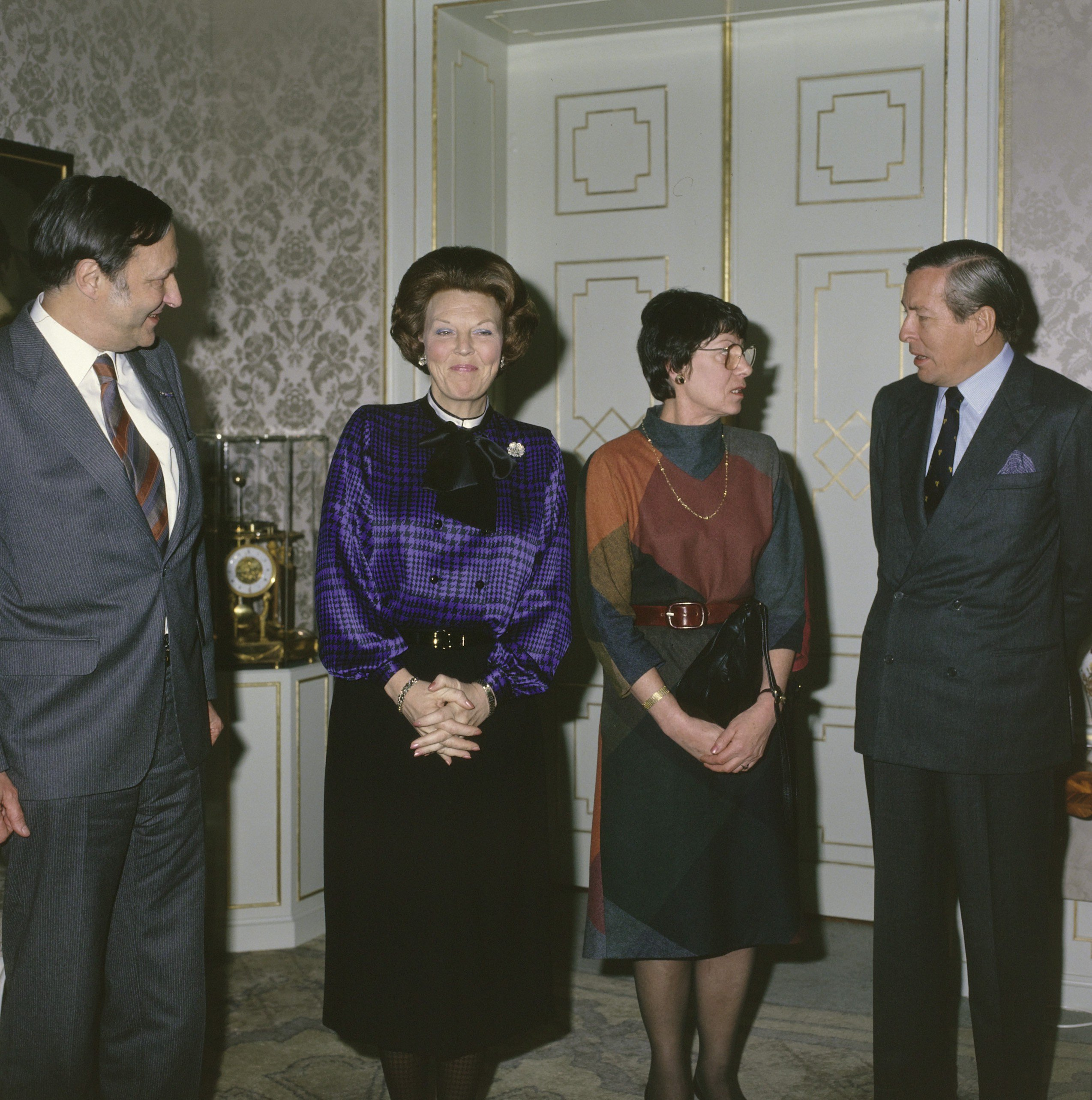
O vencedor do Prêmio Nobel Simon van der Meer e sua esposa em Huis ten Bosch com a Rainha Beatrix e o Príncipe Claus, Número do arquivo 253-8884

O conhecimento de acelerador de Van der Meer e programação de computador significou que ele desenvolveu aplicativos e ferramentas muito sofisticadas para controlar os aceleradores de fonte de antiprótons, bem como a transferência de antiprótons para o SPS Collider para descobertas ganhadoras do Nobel. As máquinas complexas de fonte pbar AA e AC permaneceram de 1987 a 1996 o conjunto de máquinas mais altamente automatizado no repertório de aceleradores do CERN.
Sua prolífica inventividade para todo o parque de aceleradores do CERN que funcionam tão bem hoje para a física, sejam eles neutrinos enviados para Gran Sasso, colidindo feixes de prótons no LHC, ou física de antiprótons no Antiproton Decelerator (AD), deve a ele uma imensa gratidão. Da mesma forma, o programa antipróton do Fermilab que está em execução desde 1983–85 e os sucessos do Colisor de Tevatron p-pbar até 2011 e sua descoberta do quark top devem a ele uma gratidão considerável.

## Prêmio Nobel
Van der Meer inventou a técnica de resfriamento estocástico de feixes de partículas. Sua técnica foi usada para acumular feixes intensos de antiprótons para colisão frontal com feixes de prótons em contra-rotação em energia de centro de massa de 540 GeV ou 270 GeV por feixe no Síncrotron Super Proton no CERN. Essas colisões produziram bósons W e Z que puderam ser detectados pela primeira vez em 1983 pelo experimento UA1, liderado por Carlo Rubbia. Os bósons W e Z foram teoricamente previstos alguns anos antes, e sua descoberta experimental foi considerada um sucesso significativo para o CERN. Van der Meer e Rubbia compartilharam o Prêmio Nobel de 1984 por suas contribuições decisivas para o projeto.
Sem Van der Meer, a física de partículas provavelmente teria seguido um curso muito diferente ao longo dos anos 1980, 1990 e o início do século 21.
Van der Meer e Ernest Lawrence são os únicos dois físicos aceleradores que ganharam o prêmio Nobel.

Além de seu Prêmio Nobel, Van der Meer também se tornou membro da Real Academia de Artes e Ciências da Holanda em 1984.